# Mani Curi (tribú de la plebs 58 aC)
Mani Curi (en llatí Manius Curius), en algunes fonts anomenat Curtius va ser un magistrat romà. Formava part de la gens Cúria, una família romana d'origen plebeu. Va ser un amic de Ciceró i parent (consobrinus) de Gai Celi Calde. va ser qüestor urbà l'any 61 aC i tribú de la plebs el 58 aC. Ciceró esperava que el protegiria contra les maquinacions de Publi Clodi Pulcre. Més tard Ciceró li va escriure una carta quan era procònsol a alguna província, però no se sap de quina província va ser governador. En el discurs Post reditum in senatu que va fer Ciceró quan va tornar del seu exili, diu que havia estat qüestor del pare de Curi, quan se sap que ho va ser de Sext Peduceu. Aquesta contradicció acostuma a ser resolta explicant que segurament Curi era fill adoptiu de Peduceu.